# Sandra Chick
Sandra Chick, född den 2 juni 1947 i Burnham Market, Storbritannien, är en zimbabwisk landhockeyspelare.
Hon tog OS-guld i damernas landhockeyturnering i samband med de olympiska landhockeytävlingarna 1980 i Moskva.